# Grubaš
Grubaš je peraška obitelj Hrvata.
Obitelj Grubaš afilirana je bratstvu (kazadi) Čizmai. Poznati pripadnici su hrvatski kartograf, hidrograf i kapetan Antun, pomorski pisac i kartograf Ivan, slikari Ivan i Karlo te hrvatski pisac Mihovil.